# خاکی‌پشه‌ایان
خاکی‌پشه‌ایان (نام علمی: Phlebotominae) نام یک زیرخانواده از راسته دوبالان است.